# Казьмеж (гміна)
Гміна Казьмеж (пол. Gmina Kaźmierz) — сільська гміна у північно-західній Польщі. Належить до Шамотульського повіту Великопольського воєводства.
Станом на 31 грудня 2011 у гміні проживало 7766 осіб.

## Територія
Згідно з даними за 2007 рік площа гміни становила 128.20 км², у тому числі:
- орні землі: 74.00%
- ліси: 15.00%

Таким чином, площа гміни становить 11.45% площі повіту.

## Населення
Станом на 31 грудня 2011:
| Опис     | Загалом | Загалом | Чоловіки | Чоловіки | Жінки | Жінки |
| -------- | ------- | ------- | -------- | -------- | ----- | ----- |
| одиниця  | осіб    | %       | осіб     | %        | осіб  | %     |
| все      | 7766    | 100     | 3853     | 49.61    | 3913  | 50.39 |
| міське   | 0       | 100     | 0        |          | 0     |       |
| сільське | 7766    | 100     | 3853     | 49.61    | 3913  | 50.39 |

## Сусідні гміни
Гміна Казьмеж межує з такими гмінами: Душники, Рокетниця, Тарново-Подґурне, Шамотули.